# Anisosiren
Anisosiren була ранньою сиреною середнього еоцену Угорщини.